# Ljudmila Maslakova
Ljudmila Maslakova, född (Zjarkova) den 26 februari 1952 i Astrachan, Sovjetunionen, är en sovjetisk friidrottare inom kortdistanslöpning.
Hon ingick i de sovjetiska lag som tog 

- OS-brons på 4 x 100 meter vid friidrottstävlingarna 1968 i Mexico City
- OS-brons på 4 x 100 meter vid friidrottstävlingarna 1976 i Montréal
- OS-silver på 4 x 100 meter vid friidrottstävlingarna 1980 i Moskva.